# Romilly-sur-Seine
Pour les articles homonymes, voir Romilly.
Romilly-sur-Seine est une commune française située dans le département de l'Aube, en région Grand Est. C'est la deuxième commune de l'Aube par sa population. Ses habitants sont appelés les Romillons.

## Géographie

### Localisation
Romilly-sur-Seine est une commune située au sud de la limite entre le département de l'Aube et celui de la Marne (au nord). Elle est accessible par la route à 39 km au nord-ouest de Troyes, à 90 km au sud de Reims et à 126 km au sud-est de Paris. Les communes limitrophes sont Pars-lès-Romilly, Maizières-la-Grande-Paroisse, Marcilly-sur-Seine, Gélannes, Saint-Hilaire-sous-Romilly et Conflans-sur-Seine.

### Communes limitrophes
| Conflans-sur-Seine         | Marcilly-sur-Seine | Saron-sur-Aube               |
| Saint-Hilaire-sous-Romilly | Romilly-sur-Seine  | Maizières-la-Grande-Paroisse |
| Gélannes                   | Pars-lès-Romilly   | Origny-le-Sec                |

### Géologie et relief
La commune de Romilly-sur-Seine est située dans la plaine de Champagne crayeuse. Seule éminence notable à l'ouest de la ville, une colline qui culmine à 110 m et domine le reste de la commune de quelque 40 m. Depuis cette colline se découvre l'horizon très vaste des platitudes champenoises.
Géologiquement, le territoire de la commune se partage en deux ensembles. Au nord, les dépôts fluviatiles laissés par les divagations du lit de la Seine que souligne la couverture végétale boisée, largement colonisée par les peupleraies, et trouée de gravières anciennes ou encore en exploitation. Au sud, les étendues sur sous-sol crayeux, livrées, lorsqu'elles ne sont pas bâties, à la grande culture à dominante céréalière.
L'altitude, comparée avec d'autres villes de l'Aube et de Champagne-Ardenne donne ceci :
|              | Troyes     | Romilly- sur-Seine | Reims      | Charleville- Mézières |
| Minimale     | 67 mètres  | 100 mètres         | 74 mètres  | 133 mètres            |
| Maximale     | 112 mètres | 126 mètres         | 137 mètres | 323 mètres            |
| Moyenne      | 90 mètres  | 113 mètres         | 106 mètres | 228 mètres            |
| De la mairie | 77 mètres  | 107 mètres         | 88 mètres  | 152 mètres            |

### Hydrographie

#### Réseau hydrographique
La commune est dans la région hydrographique « la Seine de sa source au confluent de l'Oise (exclu) » au sein du bassin Seine-Normandie. Elle est drainée par la Seine, le ruisseau de Faverolles, le canal des Ravois, le ruisseau de Pars, le ruisseau de Sellières, un bras de Faverolles, un bras de Faverolles, un bras de Faverolles, un bras de Faverolles, un bras de la Seine, un bras de la Seine, un bras de Sellières, un bras de Sellières, un bras des Ravois, le canal 01 de la Ferme Saint-Eloi, le canal 01 des Bois d'en Haut, le canal 01 des Moulins, le canal 01 des Penouilles, le canal des Moulins, le cours d'eau 01 du Gué de Vailly, le Fossé 01 de la Pièce de Vingt-Quatre, le Fossé 03 des Epinettes, le Fossé 04 des Pâtures, le Fossé 04 du Domaine de Sellières, la Seine, la Seine, la Seine, la noue des Barces, la rigole de Eaux de Versailles, le ruisseau de Sellières,
Contrairement à ce que pourrait laisser sous-entendre le nom de la commune, la Seine ne la traverse pas. La commune est bâtie au sud des zones inondables, en marge de la vallée du fleuve. Lui-même, partagé en de nombreux bras divaguant dans le lit majeur, reste difficilement identifiable. Le bras principal coule sur les confins nord du territoire de la ville, et ce n'est qu'après son confluent avec la rivière de l'Aube sur le territoire de la commune limitrophe de Marcilly-sur-Seine, que le cours de la Seine retrouve plus de cohérence. À l'imprécision de son cours, l'activité des hommes a ajouté sa marque : le tracé des bras les plus proches de la commune a été largement rectifié, canalisé, barré pour venir alimenter les moulins hydrauliques installés sur leur cours.
Dans l'ensemble, ce tracé complexe ajouté à la proximité du confluent avec l'Aube a créé un très vaste lit majeur, où se sont développées des activités spécifiques : sylviculture, trouée de pâturages et de plantations de maïs, horticulture, exploitation des sables et graviers, toujours active, meunerie, aujourd'hui disparue. Se développent aujourd'hui dans ce poumon vert de la ville, de plus en plus d'activités touristiques ludiques et halieutiques, qui bénéficient des nombreux aménagements réalisés ces dernières années.
Le ruisseau de Faverolles, d'une longueur de 10 km, prend sa source dans la commune  et se jette  dans la Seine à Pont-sur-Seine, après avoir traversé quatre communes.
Deux plans d'eau complètent le réseau hydrographique : Domaine de Sellières (1,2 ha) et le plan d'eau 1 de la commune de Romilly-sur-Seine (1,5 ha),.

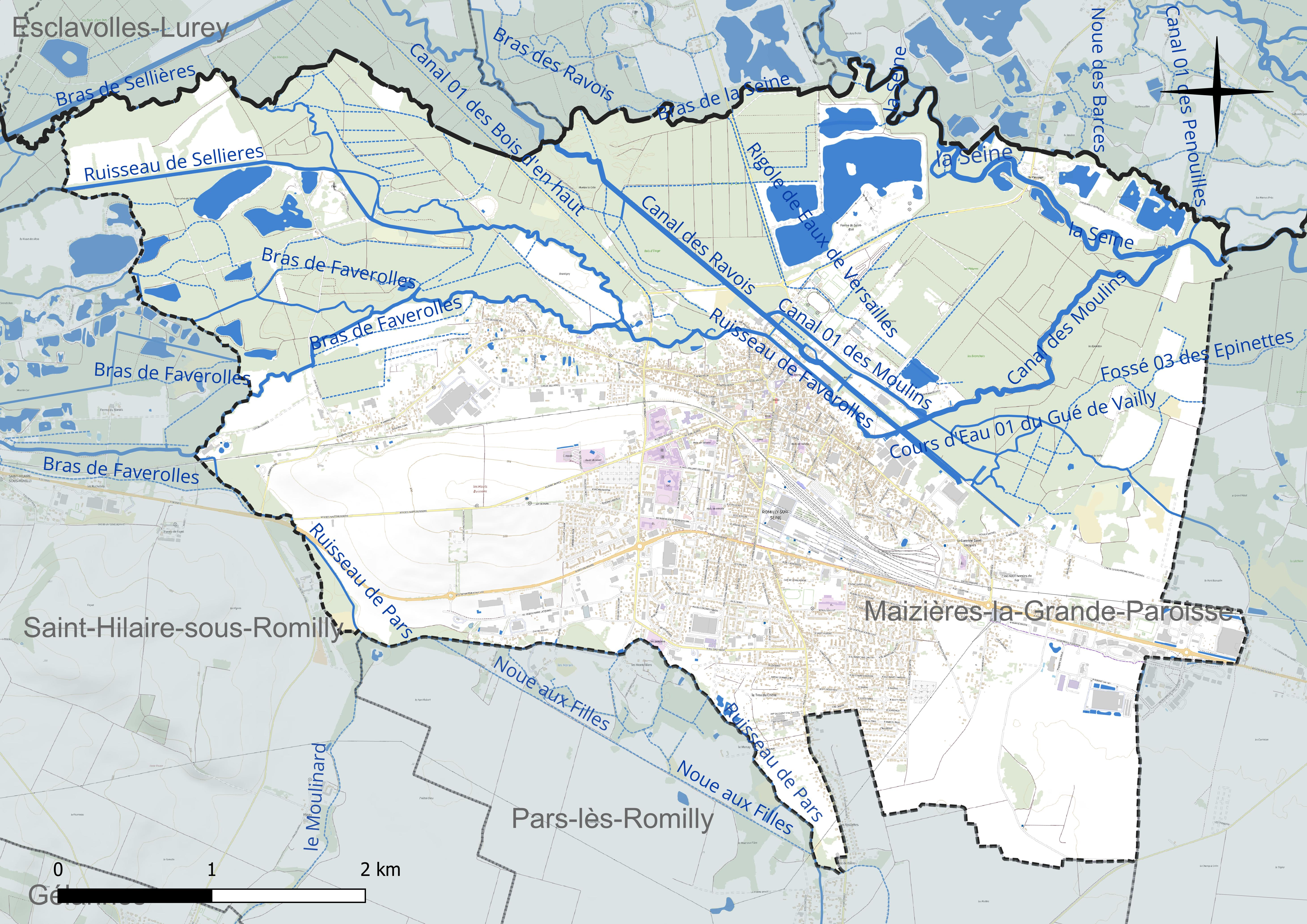
Réseau hydrographique de Romilly-sur-Seine.

#### Gestion et qualité des eaux
Le territoire communal est couvert par le schéma d'aménagement et de gestion des eaux (SAGE) « Bassée Voulzie ». Ce document de planification concerne le territoire du bassin versant de l'Armançon qui s’étend sur 1 710 km2 et se répartit sur trois départements (l'Aube, l'Yonne et la Marne). Le périmètre a été arrêté le 2 septembre 2016, le diagnostic a été validé le 29 novembre 2022. La structure porteuse de l'élaboration et de la mise en œuvre est le Syndicat mixte ouvert de l’eau potable, de l’assainissement collectif, de l’assainissement non collectif, des milieux aquatiques et de la démoustication (SDDEA), dont le siège est à Troyes.
La qualité des cours d’eau peut être consultée sur un site dédié géré par les agences de l’eau et l’Agence française pour la biodiversité.

### Climat
Pour des articles plus généraux, voir Climat du Grand Est et Climat de l'Aube.
En 2010, le climat de la commune est de type climat océanique dégradé des plaines du Centre et du Nord, selon une étude du Centre national de la recherche scientifique s'appuyant sur une série de données couvrant la période 1971-2000. En 2020, Météo-France publie une typologie des climats de la France métropolitaine dans laquelle la commune est exposée à un climat océanique altéré et est dans la région climatique Nord-est du bassin Parisien, caractérisée par un ensoleillement médiocre, une pluviométrie moyenne régulièrement répartie au cours de l’année et un hiver froid (3 °C).
Pour la période 1971-2000, la température annuelle moyenne est de 10,5 °C, avec une amplitude thermique annuelle de 15,8 °C. Le cumul annuel moyen de précipitations est de 675 mm, avec 11 jours de précipitations en janvier et 7,4 jours en juillet. Pour la période 1991-2020, la température moyenne annuelle observée sur la station météorologique installée sur la commune est de 11,2 °C et le cumul annuel moyen de précipitations est de 619,5 mm. 
La température maximale relevée sur cette station est de 42,3 °C, atteinte le 25 juillet 2019 ; la température minimale est de −25,2 °C, atteinte le 6 janvier 1971,,.
| Mois                                  | jan.             | fév.            | mars           | avril           | mai             | juin          | jui.           | août           | sep.          | oct.            | nov.             | déc.            | année      |
| ------------------------------------- | ---------------- | --------------- | -------------- | --------------- | --------------- | ------------- | -------------- | -------------- | ------------- | --------------- | ---------------- | --------------- | ---------- |
| Température minimale moyenne (°C)     | 0,8              | 0,6             | 2,4            | 4,3             | 8               | 11,1          | 12,9           | 12,6           | 9,4           | 7,1             | 3,7              | 1,5             | 6,2        |
| Température moyenne (°C)              | 3,7              | 4,4             | 7,4            | 10,2            | 13,9            | 17,2          | 19,6           | 19,3           | 15,5          | 11,7            | 7,1              | 4,4             | 11,2       |
| Température maximale moyenne (°C)     | 6,7              | 8,1             | 12,4           | 16,1            | 19,8            | 23,3          | 26,2           | 25,9           | 21,5          | 16,4            | 10,5             | 7,2             | 16,2       |
| Record de froid (°C) date du record   | −25,2 06.01.1971 | −25 21.02.1956  | −14,4 01.03.05 | −6,1 08.04.03   | −3,5 06.05.1957 | −1 05.06.1976 | 1,6 01.07.1962 | 1,1 26.08.1966 | −3 29.09.1921 | −6,8 30.10.1947 | −11,5 24.11.1998 | −23 23.12.1938  | −25,2 1971 |
| Record de chaleur (°C) date du record | 16,2 16.01.1947  | 21,7 28.02.1960 | 27 25.03.1955  | 29,8 16.04.1949 | 35,6 25.05.1922 | 38 28.06.1947 | 42,3 25.07.19  | 39,9 12.08.03  | 35,4 14.09.20 | 31,8 07.10.1921 | 22,9 07.11.15    | 19,4 10.12.1978 | 42,3 2019  |
| Précipitations (mm)                   | 47,8             | 46,5            | 43,8           | 44,4            | 60,4            | 50,3          | 49,7           | 53,9           | 48,3          | 59,9            | 52,7             | 61,8            | 619,5      |

| Diagramme climatique                                  |            |             |             |           |              |              |              |             |             |             |            |
| J                                                     | F          | M           | A           | M         | J            | J            | A            | S           | O           | N           | D          |
| 6,70,847,8                                            | 8,10,646,5 | 12,42,443,8 | 16,14,344,4 | 19,8860,4 | 23,311,150,3 | 26,212,949,7 | 25,912,653,9 | 21,59,448,3 | 16,47,159,9 | 10,53,752,7 | 7,21,561,8 |
| Moyennes : • Temp. maxi et mini °C • Précipitation mm |            |             |             |           |              |              |              |             |             |             |            |

Les paramètres climatiques de la commune ont été estimés pour le milieu du siècle (2041-2070) selon différents scénarios d'émission de gaz à effet de serre à partir des nouvelles projections climatiques de référence DRIAS-2020. Ils sont consultables sur un site dédié publié par Météo-France en novembre 2022.

## Urbanisme

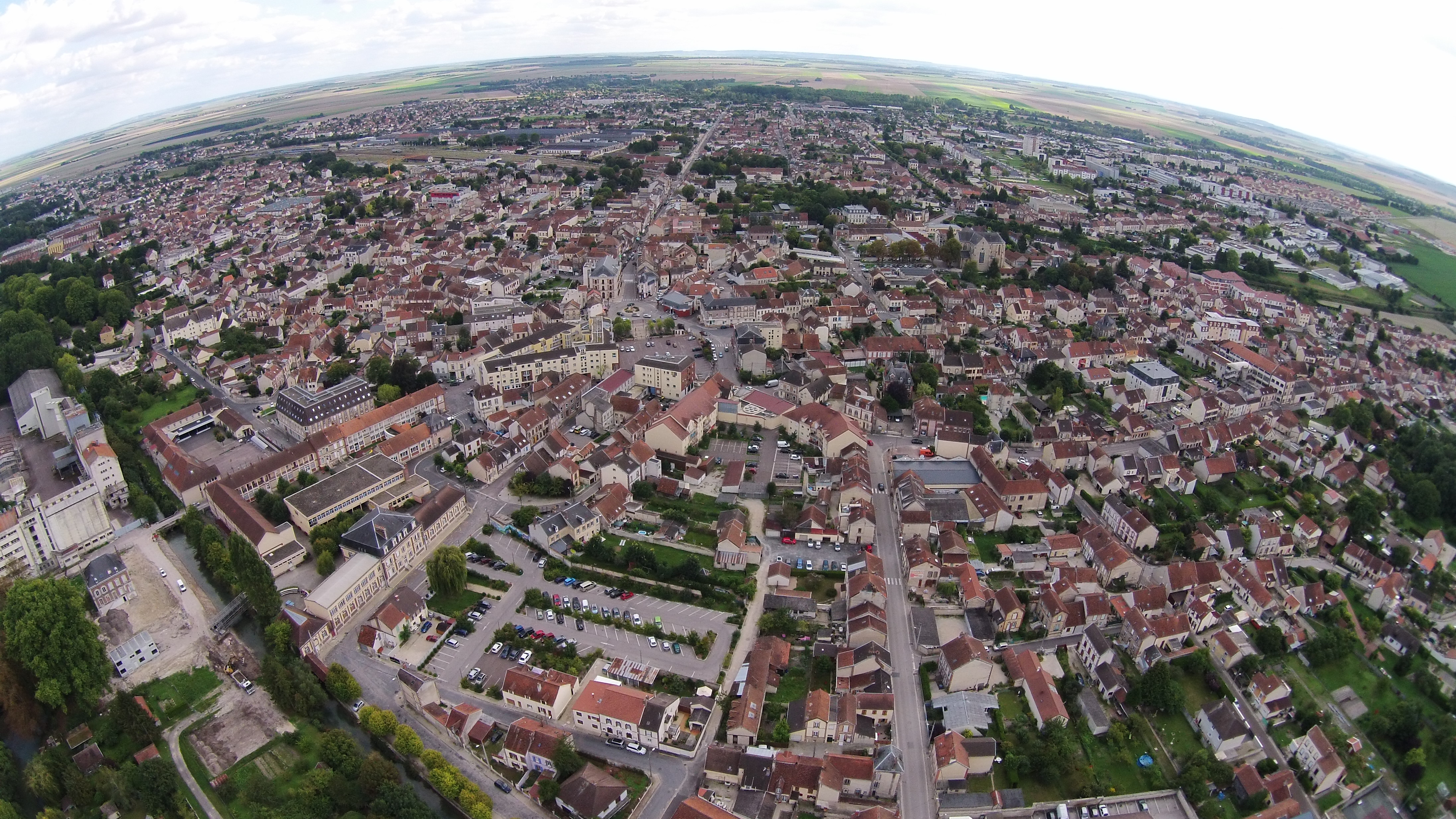
Une vue aérienne de la ville de Romilly-sur-Seine.

### Typologie
Au 1er janvier 2024, Romilly-sur-Seine est catégorisée centre urbain intermédiaire, selon la nouvelle grille communale de densité à 7 niveaux définie par l'Insee en 2022.
Elle appartient à l'unité urbaine de Romilly-sur-Seine, une agglomération intra-départementale dont elle est ville-centre,. Par ailleurs la commune fait partie de l'aire d'attraction de Romilly-sur-Seine, dont elle est la commune-centre,. Cette aire, qui regroupe 26 communes, est catégorisée dans les aires de moins de 50 000 habitants,.

### Occupation des sols
L'occupation des sols de la commune, telle qu'elle ressort de la base de données européenne d’occupation biophysique des sols Corine Land Cover (CLC), est marquée par l'importance des forêts et milieux semi-naturels (39,8 % en 2018), en diminution par rapport à 1990 (42,8 %). La répartition détaillée en 2018 est la suivante : 
forêts (24,3 %), zones urbanisées (20 %), terres arables (18,7 %), milieux à végétation arbustive et/ou herbacée (15,5 %), zones industrielles ou commerciales et réseaux de communication (8,4 %), eaux continentales (5,1 %), zones agricoles hétérogènes (4,9 %), espaces verts artificialisés, non agricoles (1,8 %), prairies (1,4 %). L'évolution de l’occupation des sols de la commune et de ses infrastructures peut être observée sur les différentes représentations cartographiques du territoire : la carte de Cassini (XVIIIe siècle), la carte d'état-major (1820-1866) et les cartes ou photos aériennes de l'IGN pour la période actuelle (1950 à aujourd'hui).

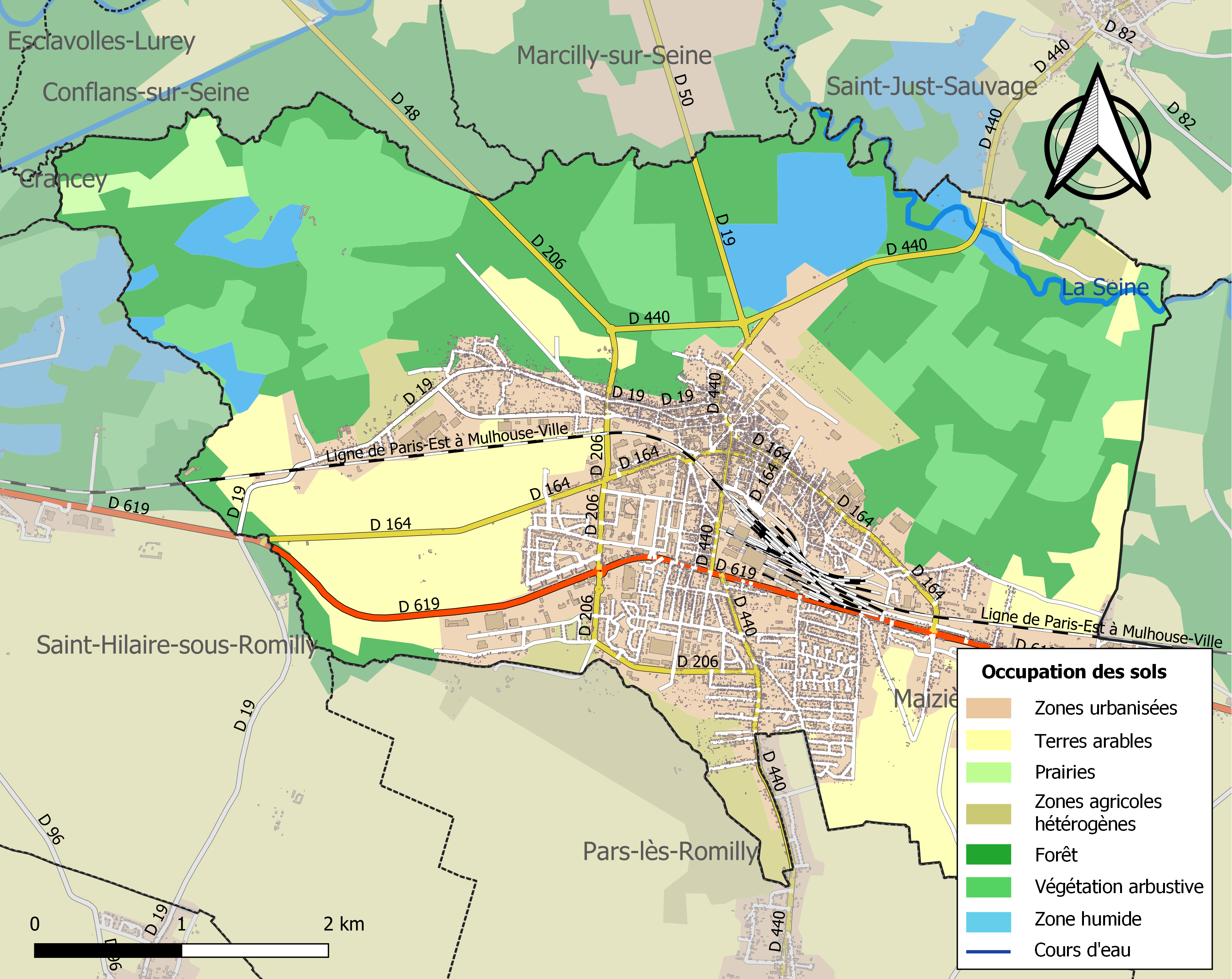
Carte des infrastructures et de l'occupation des sols de la commune en 2018 (CLC).

### Voies de communication et transports

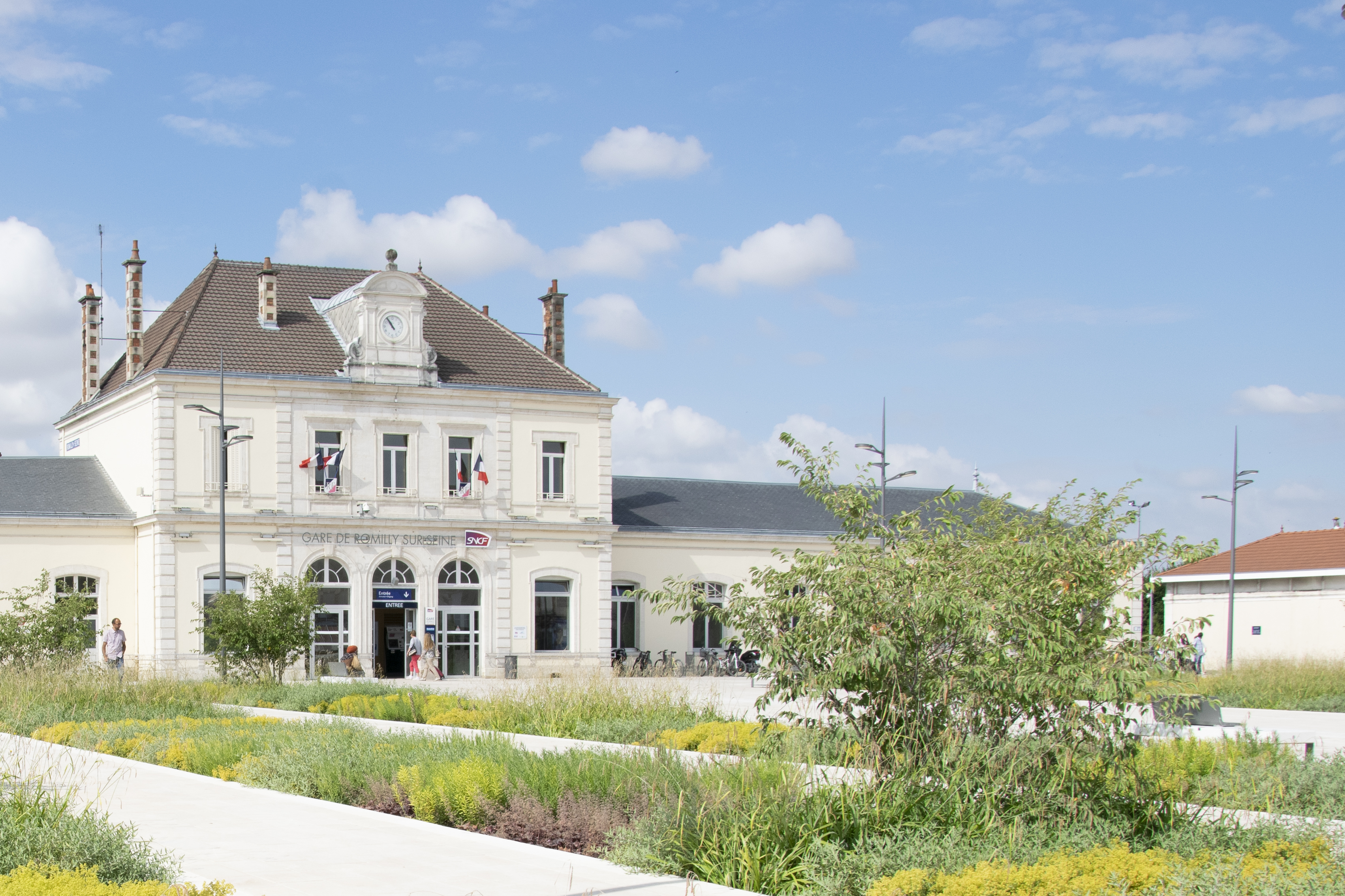
Bâtiment de la gare SNCF de Romilly-sur-Seine.

La commune possède une gare TER Champagne-Ardenne et Intercités (Ligne de Paris-Est à Mulhouse-Ville) avec plusieurs aller-retours quotidiens reliant la gare de Paris-Est à Belfort, et desservant les gares de Nogent-sur-Seine, Troyes, Vendeuvre-sur-Barse, Bar-sur-Aube, Chaumont, Langres, Culmont-Chalindrey, Vesoul, Lure et Belfort.
Il existe un réseau de cars interurbains reliant différentes communes du département et allant jusqu'à Troyes.
L'aérodrome de Romilly-sur-Seine a été fermé en 2011.

### Morphologie urbaine
Le bâti le plus dense, accolé, avec des toitures rouges à deux pans et différentes hauteurs, est compris entre la rivière et le canal, qui forment une boucle au nord, et la ligne de chemin de fer, située un peu plus au sud et suivant la même courbe. Au sud de la voie, l'urbanisation, plus récente, est composée de zones d'activités et de vastes lotissements avec voiries en impasses.
En cœur de ville, Romilly-sur-Seine garde son charme d'antan avec une architecture atypique. Face à la gare, les maisons bourgeoises rappellent l’essor du passé industriel de la ville de Romilly-sur-Seine.

### Logement
En 2008, on dénombrait un total de 7 215 maisons reparties en 6 162 résidences principales, 924 résidences secondaires et 129 logements vacants. La majorité de ces lotissements ont été construits de 1949 à 1974. Il y a 7 528 personnes qui en étaient propriétaires et 5 894 qui en étaient locataires dont 240 gratuitement.
|                        | 1968 | 1975 | 1982 | 1990 | 1999 | 2008 |
| ---------------------- | ---- | ---- | ---- | ---- | ---- | ---- |
| Résidences principales | 5692 | 6084 | 6033 | 6231 | 6192 | 6162 |
| Résidences secondaires | 223  | 506  | 586  | 854  | 935  | 924  |
| Résidences vacants     | 36   | 91   | 119  | 238  | 150  | 129  |

### Projets d'aménagements
Les projets d'aménagement tendent vers la sécurité (avec l'installation de vidéo-surveillance) et le développement économique (avec la zone d'activités Aéromia)

## Toponymie
Le nom du village est attesté sous la forme latinisée Romeliacum en 1163. Il s'agit d'un archétype gallo-roman *ROMILIACU, formé sur le nom de personne latin (porté par un Gaulois) Romilius,, suivi du suffixe gallo-roman *-ACU, issu du gaulois *-ako.
Homonymie avec les nombreux Romilly, Rumilly, Remilly, Romillé, etc.
Le corps de Voltaire décédé en 1778 à Paris, y a été inhumé pendant quelques années dans l'abbaye de Sellières dont le prieur était son neveu, avant que sa dépouille ne soit ramenée à Paris et transférée au Panthéon : l'épisode explique l'appellation des lieux-dits portant le nom de Voltaire-Sellières[réf. nécessaire].
Au cours de la Révolution française, la commune porta provisoirement le nom de Romilly-Voltaire.
Cadastre de 1810 : Il citait comme existant sur le territoire : les Abattoirs, les Ateliers, le pont Bancelin, la Noue des Barges, les Barres, la Belle-Idée, Bonnefasche, le Vieux-Bordel, la Boule-d'Or, le canal et la ferme du Château, Froid-Cul, Gué-Bourgeois et celui du Vailly, Hauts-Buissons, l'Ile et celle du Manoir, Lions, Maisons-Bourgeat, Maladière, Montois, la Motte et celle de Pars, Pont-Aubry, le Ravois, bois de Romilly, Sellières, Sainte-Colombe, la Villotte, Valdray.
Le Mesnil : lieu-dit où se trouvait un marais, une croullière, le moulin Ners et celui de Megny.

## Histoire

### Origines
Comme dans toute la vallée de la Seine, la voie de passage y a très tôt fixé le peuplement. Ce qui est attesté est l'existence d'une occupation gallo-romaine du site de la colline des Hauts Buissons : à proximité du cimetière actuel s'érige une croix dont le site aurait pu être autrefois un lieu de culte gallo-romain, dont il ne reste que peu de traces perceptibles. En tout état de cause, les quelques vestiges attestent que ce fut un lieu de sépulture.

### Moyen Âge à l'époque moderne
Une abbaye cistercienne a été fondée au XIIe siècle.
En 1476, l'évêque de Troyes Louis Raguier (1401-1488) était seigneur en partie de cette terre.
Jusqu'à la Révolution de 1789, Romilly-sur-Seine fut un village rural cerné de bourgs urbains (Sézanne au nord, Nogent-sur-Seine à l'ouest) qui concentraient de longue date les fonctions de commandement. Cette histoire justifie que quoique trois fois moins peuplée, la ville de Nogent ait rang de sous-préfecture dont dépend Romilly.
Le XIXe siècle est marqué par l'apparition de la bonneterie à Romilly-sur-Seine. L'ensemble de ces métiers de l'habillement ont permis la création de 1 300 emplois. Profitant de ce succès fort de la bonneterie, Émile Camuset crée en 1882 un atelier de bonneterie à Romilly-sur-Seine et donne naissance à Le coq sportif.

### Époque contemporaine

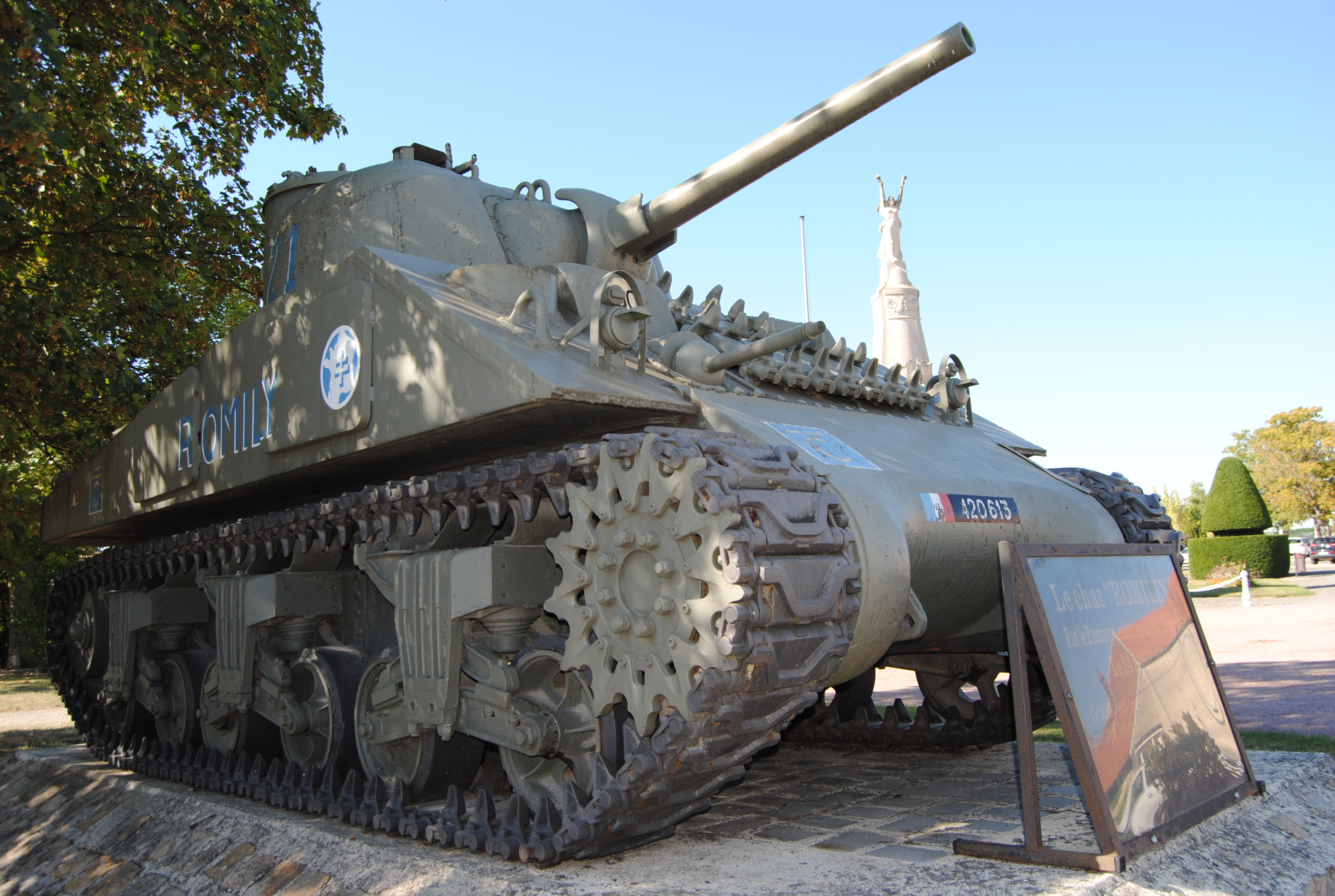
Le char Romilly a été utilisé pour la libération de Paris en 1944.

Le Grand Quartier Général de l’armée française est installé à Romilly-sur-Seine du 26 septembre au 29 novembre 1914.
En 1918 se crée une base aérienne, qui accueille les équipes et moyens du Grand Parc Aéronautique (GPAé), qui sera suivi, en 1919, d'un important dépôt d'aviation.
La veille de la Seconde Guerre mondiale, Romilly-sur-Seine est une base aérienne importante, dotée d'un centre de pilotage, replié à Étampes en août 1939. Elle conservera une station radar jusqu'en 1989, date de sa fermeture.
À la suite de l'invasion et de l'occupation de la France par les forces allemandes, la Luftwaffe y établit une base d'opération. Celle-ci est par la suite sujette au bombardement aérien par des formations américaines,.
Durant la Seconde Guerre mondiale, le char Romilly fut le premier à rentrer dans Paris lors de sa libération en août 1944.
Un comité de jumelage a été créé en 1960. Les premières villes à l'avoir rejoint sont Gotha (Allemagne) et Medicina (Italie).

## Politique et administration

### Administration territoriale

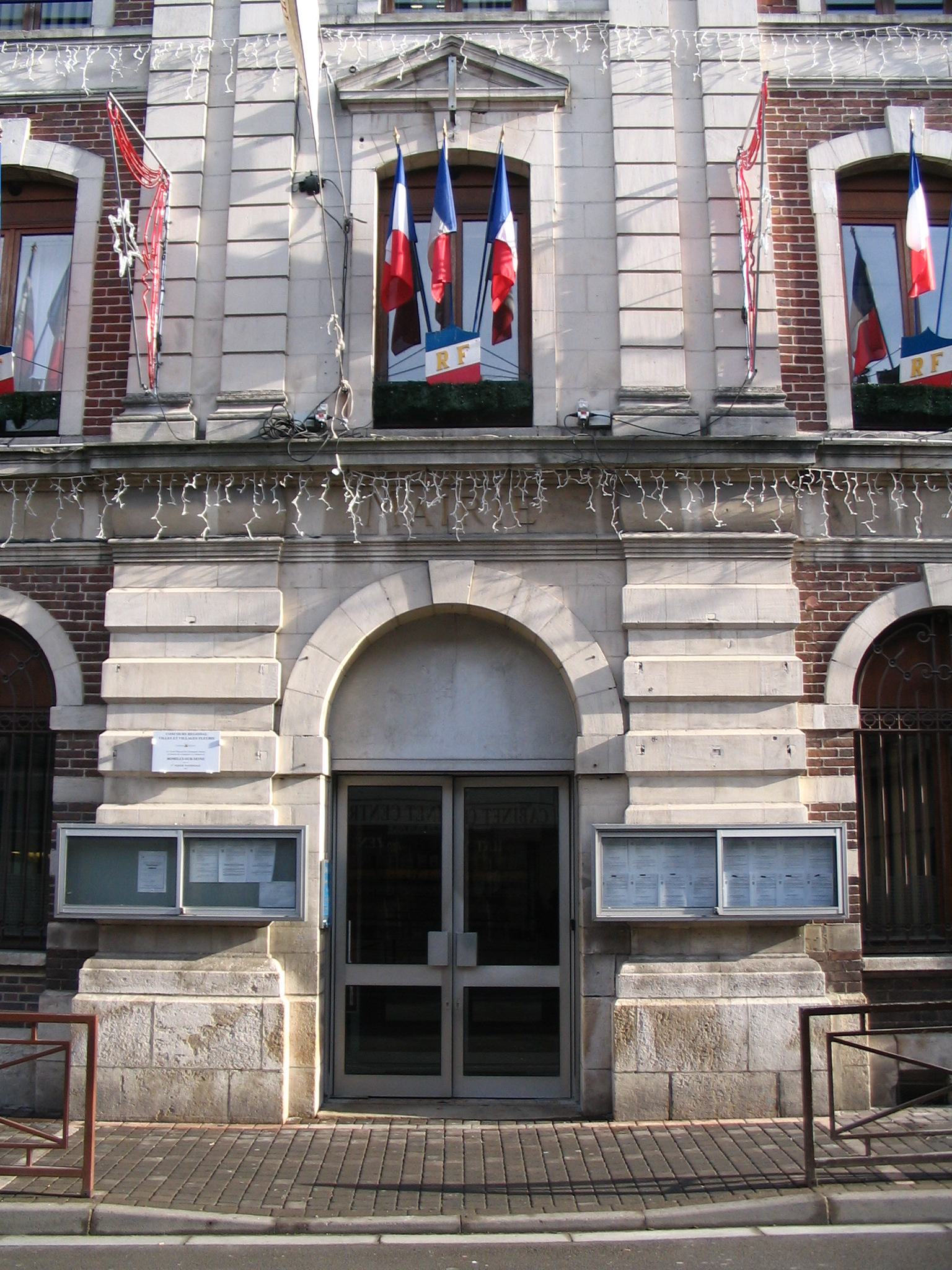
L'hôtel de ville.

Romilly-sur-Seine est le centre de la communauté de communes des portes de Romilly-sur-Seine, qui regroupe les communes de Crancey, Gélannes, Maizières-la-Grande-Paroisse, Pars-lès-Romilly, et Saint-Hilaire-sous-Romilly. Par nombre d'habitants, il s'agit de la première intercommunalité du département de l'Aube hors unité urbaine. Elle est également le chef-lieu de deux cantons : le canton de Romilly-sur-Seine-1 qui groupe une partie de Romilly-sur-Seine et 11 communes et compte 9 364 habitants (recensement de 2008 sans doubles comptes) et le canton de Romilly-sur-Seine-2 qui est composé du nord de la commune et compte 10 780 habitants.
Au 1er janvier 2022, plusieurs équipements de la commune passeront sous la contrôle de l'intercommunalité : ferme pédagogique, piscine.

### Liste des maires
Le conseil municipal est composé de 33 membres conformément à l’article L2121-2 du Code général des collectivités territoriales. À l'issue des élections municipales de 2008, Eric Vuillemin a été élu maire de Romilly-sur-Seine et succède à Michel Cartelet. La commune bascule à cette occasion à la droite pour la première fois depuis 1949. Depuis cette date, quatre maires se sont succédé :
| Période      | Période        | Identité                                      | Étiquette | Qualité                                                         |
| ------------ | -------------- | --------------------------------------------- | --------- | --------------------------------------------------------------- |
| 1949         | septembre 1984 | Maurice Camuset                               | PCF       | Conseiller général du canton de Romilly-sur-Seine-1 (1964-1970) |
| octobre 1984 | mars 1989      | Georges Didier                                | PCF       | Conseiller général du canton de Romilly-sur-Seine-2 (1973-1998) |
| mars 1989    | mars 2008      | Michel Cartelet                               | PS        | Enseignant, député (1981-1993)                                  |
| mars 2008    | En cours       | Éric Vuillemin Réélu pour le mandat 2020-2026 | UMP-LR    | Notaire                                                         |

### Instances judiciaires et administratives
Dans le domaine judiciaire, la commune dépend de la commune de Troyes qui possède un tribunal d'instance et de grande instance, d'un tribunal de commerce, d'un conseil des prud'hommes et d'un tribunal pour enfants et dépend de la cour d'appel de Reims et de la cour administrative d'appel de Nancy.

### Politique environnementale
La politique environnementale est marquée par l'installation d'espaces naturels dont le plus connu est le parc naturel de la Béchère, par les projets d’aménagement ou de recréation de quartiers dans le but d'améliorer le cadre de vie de la population et par l'instauration du tri sélectif.
5 ZNIEFF (Zone naturelle d'intérêt écologique, faunistique et floristique) sont identifiées sur la commune :
- Bois alluviaux, prairies et marais du Grand Haut à Romilly-sur-Seine (type 1) ;
- Marais et bois de la vallée du Pars au sud-ouest de Romilly-sur-Seine (type 1) ;
- Forêts, marais et prairies de Sellières entre Romilly-sur-Seine et Conflans-sur-Seine (type 1) ;
- La vallée de la Seine de la chapelle-Saint-Luc à Romilly-sur-Seine (type 2) ;
- Les milieux naturels et secondaires de la vallée de la Seine (type 2)[39].

### Jumelages
Au 7 novembre 2011, Romilly-sur-Seine est jumelée avec :
- Gotha (Allemagne) depuis 1960 ;
- Medicina (Italie) depuis 1960 ;
- Ouman (Ukraine) depuis 1967 ;
- Milford Haven (Royaume-Uni) depuis 1976 ;
- Lüdenscheid (Allemagne) depuis 1991.

## Population et société

### Démographie

#### Évolution démographique
L'évolution du nombre d'habitants est connue à travers les recensements de la population effectués dans la commune depuis 1793. Pour les communes de plus de 10 000 habitants les recensements ont lieu chaque année à la suite d'une enquête par sondage auprès d'un échantillon d'adresses représentant 8 % de leurs logements, contrairement aux autres communes qui ont un recensement réel tous les cinq ans,.

En 2022, la commune comptait 14 751 habitants, en évolution de +2,02 % par rapport à 2016 (Aube : +0,7 %, France hors Mayotte : +2,11 %).
| 1793  | 1800  | 1806  | 1821  | 1831  | 1836  | 1841  | 1846  | 1851  |
| ----- | ----- | ----- | ----- | ----- | ----- | ----- | ----- | ----- |
| 1 989 | 2 166 | 2 294 | 2 478 | 3 117 | 3 341 | 3 737 | 3 831 | 3 738 |

| 1856  | 1861  | 1866  | 1872  | 1876  | 1881  | 1886  | 1891  | 1896  |
| ----- | ----- | ----- | ----- | ----- | ----- | ----- | ----- | ----- |
| 3 945 | 4 290 | 4 534 | 5 030 | 5 190 | 5 283 | 6 938 | 7 244 | 7 978 |

| 1901  | 1906  | 1911   | 1921   | 1926   | 1931   | 1936   | 1946   | 1954   |
| ----- | ----- | ------ | ------ | ------ | ------ | ------ | ------ | ------ |
| 9 001 | 9 929 | 11 371 | 12 943 | 13 399 | 14 073 | 13 977 | 13 314 | 13 731 |

| 1962   | 1968   | 1975   | 1982   | 1990   | 1999   | 2006   | 2011   | 2016   |
| ------ | ------ | ------ | ------ | ------ | ------ | ------ | ------ | ------ |
| 15 753 | 17 038 | 17 397 | 15 937 | 15 557 | 14 616 | 14 059 | 13 673 | 14 459 |

| 2021   | 2022   | - | - | - | - | - | - | - |
| ------ | ------ | - | - | - | - | - | - | - |
| 14 766 | 14 751 | - | - | - | - | - | - | - |

#### Pyramide des âges
En 2018, le taux de personnes d'un âge inférieur à 30 ans s'élève à 35,1 %, soit en dessous de la moyenne départementale (35,2 %). À l'inverse, le taux de personnes d'âge supérieur à 60 ans est de 30,2 % la même année, alors qu'il est de 27,7 % au niveau départemental.
En 2018, la commune comptait 6 700 hommes pour 7 628 femmes, soit un taux de 53,24 % de femmes, légèrement supérieur au taux départemental (51,41 %).
Les pyramides des âges de la commune et du département s'établissent comme suit.
| Hommes | Classe d’âge | Femmes |
| ------ | ------------ | ------ |
| 0,9    | 90 ou +      | 2,1    |
| 8,2    | 75-89 ans    | 10,6   |
| 19,1   | 60-74 ans    | 19,3   |
| 18,3   | 45-59 ans    | 18,3   |
| 17,1   | 30-44 ans    | 15,8   |
| 15,6   | 15-29 ans    | 14,3   |
| 20,8   | 0-14 ans     | 19,6   |

| Hommes | Classe d’âge | Femmes |
| ------ | ------------ | ------ |
| 0,8    | 90 ou +      | 2,1    |
| 7,4    | 75-89 ans    | 10,2   |
| 17,4   | 60-74 ans    | 18,4   |
| 19,4   | 45-59 ans    | 19     |
| 17,8   | 30-44 ans    | 17,3   |
| 18,3   | 15-29 ans    | 15,9   |
| 19     | 0-14 ans     | 17,1   |

### Enseignement
Romilly-sur-Seine est située dans l'Académie de Reims. La commune administre six écoles maternelles et six écoles élémentaires publiques. Les Romillons disposent également d'une école primaire privée. Elle compte deux collèges publics gérés par le département de l'Aube et un collège privé. Enfin, la région Grand-Est gère un lycée d'enseignement général et technologique et un lycée professionnel. Écoles maternelles publiques.
- Écoles maternelles : Elsa-Triolet, école Eugénie-Cotton, école de Lion, école Gambetta, école Robespierre, école Romain-Rolland.
- Écoles élémentaires publiques : école Eugénie-Cotton, école de Lion, école Gambetta, école Mignonnette, école Robespierre, école Romain-Rolland.
- Écoles privées : école Sainte-Anne.
- Collèges publics : collège Paul-Langevin, collège Le Noyer-Marchand.
- Collèges privés : collège Saint-Joseph.
- Lycées publics : lycée Général et Technologique Frédéric-et-Irène-Joliot-Curie, lycée professionnel Denis-Diderot.
- Enseignement supérieur : lycée Général et Technologique Frédéric-et-Irène-Joliot-Curie (BTS Conseil et Commercialisation de Solutions Techniques - CCST).

### Santé
Le centre hospitalier Maurice-Camuset de Romilly-sur-Seine, d'une capacité de 310 lits, comprend un service d'urgences générales comprenant un service mobile d'urgence et de réanimation (SMUR), un service de long séjour, un service de médecine, un service de cardiologie, une maternité, une unité de soins palliatifs, un service de radiologie, scanner, échographie, etc., un service de consultations externes et un laboratoire.
La commune compte un établissement public de santé mentale de l'Aube, une clinique privé (Clinique du pays de Seine), trois maisons de retraite (Les jardins de Romilly, résidence Louis-Pasteur et résidence Julien-Monnard) ainsi qu'une maison de santé regroupant plusieurs professionnels de santé (1 orthophoniste, 2 sages femmes libérales, 2 psychologues, 2 chirurgiens dentistes, 4 cabinets infirmiers, 1 pédicure podologue, 1 diététicien…).

### Sports
Il existe de nombreux clubs de sport à Romilly :
- Aéromodélisme : route départementale D 160 (entre Maizières-la-Grande-Paroisse et Pars-les-Romilly)
- Modélisme ferroviaire : route départementale R 160 (station Total)
- Athlétisme : stade Bardin-Gousserey
- Badminton : COSEC le Noyer Marchand
- Boxe Thaïlandaise : salle des Champs-Élysées
- Boules Lyonnaises : boulodrome municipal J.-Ramelot
- Cyclisme : stade Bardin-Gouserey / école Robespierre
- Cyclo VTT : stade Bardin-Gousserey
- Culturisme : salle des Champs-Élysées
- Danse : salle des Champs Élysées / école-Gambetta
- Danse orientale : salle des Champs-Élysées
- Qi gong : école Gambetta
- Équitation : Cercle hippique
- Escalade : COSEC le Noyer Marchand
- Escrime : école Gambetta
- Football : stade Bardin-Gousserey
- Catch : salle des Champs-Élysées
- Gymnastique : dojo de la Béchère
- Handball : stade Bardin-Gousserey
- Judo : Dojo de la béchère
- Karaté : COSEC Noyer-Marchand
- Piscine : piscine municipale : Les 3-Vagues ;  centre aquatique Jean-Moulin
- Boxe Française : salle des Champs-Élysées
- Romilly Rugby Club : stade Thierry-Moussin à la Belle Idée
- Taekwondo : école Gambetta
- Tennis : stade Bardin-Gousserey
- Tennis de table : salle Equey
- Tir à l'arc : COSEC Noyer-Marchand /Béchère
- Ultra-léger motorisé : ancien aérodrome de Romilly-sur-Seine

### Médias
Née en 1982, Radio Aube et Seine est une radio locale associative couvrant Romilly-sur-Seine et son intercommunalité. Il émet sur le 98,2 MHz et est composé d’une quinzaine de bénévoles. Sa programmation est axée principalement sur la chanson française et sur les années 1960 à 1980. Elle diffuse également des programmes locaux et des émissions techno, rap et hard-rock.
La ville est couverte par les programmes de France 3 Champagne-Ardenne et les chaînes nationales de la TNT. Elle reçoit la chaîne locale Canal 32 via l'émetteur des Riceys.

### Cultes
Les habitants de Romilly-sur-Seine disposent :
- de trois lieux de culte catholique : l'église Saint-Martin, l’église Notre-Dame et la chapelle du Presbytère ;
- de deux églises évangéliques[Lesquelles ?] ;
- d'une mosquée administrée par l'Association Islamique de Romilly-sur-Seine (A.I.R).

## Économie

### Généralités
Depuis le milieu des années 1970 jusqu'à la fin des années 1990, elle a subi de plein fouet la crise industrielle liée à la concurrence croissante des pays à bas salaires. Les fermetures, les délocalisations, les licenciements se sont multipliés particulièrement dans le textile et ont traumatisé la population qui a connu un exode important, particulièrement entre 1975 et 1982 : moins 1 460 habitants. De nombreux ateliers ont ainsi fermé comme Absorba, Devanlay, Le coq sportif, Jacquemard et ses filiales Aube Chaussettes et Olympia à la suite du transfert de l’usine.
Néanmoins, entre la fin des années 1990 et la première moitié des années 2000, les emplois dans les services se sont développés: implantation de services de santé (scanner, extension d'un hôpital de jour), création d'une nouvelle zone commerciale sur une friche militaire (zone de la "Belle Idée"). La commune, en lien avec la région, le département, les offices HLM et l'Agence nationale pour la rénovation urbaine a entrepris un vaste projet de restructuration urbaine destiné à améliorer le « Nouveau Romilly ». Ce projet se structurait autour de la naissance d'un centre culturel, des démolitions d'immeubles vétustes, de constructions de nouveaux pavillons.
Ce dynamisme a aussi reposé sur la rénovation des services de proximité : hôpital public et clinique du pays de Seine, lycée Joliot-Curie et lycée professionnel Denis-Diderot qui en font le deuxième pôle du département. La commune a aussi une antenne de la Chambre de commerce et d'industrie de Troyes et de l'Aube. Ce dynamisme retrouvé s'est concrétisé par une évolution démographique nettement plus positive que celle de la Champagne-Ardenne.
À noter que la première étape de la LGV Rhin-Rhône a permis de libérer de la capacité, faisant profiter Romilly de 10 AR avec Paris pour une ville où l'immobilier est bien moins cher qu'à Troyes ou en Ile-de-France, gage certain de développement urbain et péri-urbain à l'instar de Nogent-sur-Seine.

### Revenus de la population et fiscalité
En 2008, le revenu fiscal médian par ménage est de 14 516 €, ce qui plaçait Romilly-sur-Seine  au 27 971e rang parmi les 30 714 communes de plus de 50 ménages en métropole.

### Emploi
Selon les résultats du recensement de 2008, la population active (15-64 ans) de la commune compte 5 573 personnes, soit 66,7 %, ce taux est de 71,4 % au niveau départemental. Les 15-64 ans représentent 13,6 % de chômeurs, 53,1 % de personnes ayant un emploi et 33,3 % d'inactifs. Les inactifs se répartissent de la façon suivante : les retraités ou préretraités représentent 12,3 % de la population active, les scolarisés 8,7 %, les autres inactifs 12,3 %.
En 2008, le taux de chômage (au sens du recensement) parmi les actifs de la commune est de 20,4 %, en augmentation par rapport à 1999 (19,5 %). Au 31 décembre 2010, on compte 1 297 personnes à la recherche d'un emploi dont 445 chômeurs de longue durée.
Sur les 4 464 personnes actives de plus de 15 ans ayant un emploi, 2 496 travaillent dans cette commune.
Répartition des plus de 15 ans selon le secteur d'activité
|                                 | Agriculture | Industrie | Construction | Commerce | Services |
| ------------------------------- | ----------- | --------- | ------------ | -------- | -------- |
| Romilly-sur-Seine               | 0,6 %       | 14,3 %    | 5,9 %        | 43,7 %   | 35,5 %   |
| Comparaison avec le département | 6,6 %       | 19,7 %    | 7,4 %        | 37,5 %   | 28,8 %   |
| Sources des données : INSEE     |             |           |              |          |          |

### Entreprises et établissements
Au 1er janvier 2010, la commune de Romilly-sur-Seine compte 518 entreprises hors agriculture et 83 ont été créées sur le territoire.
Répartition des établissements par domaines d'activité
|                             | Ensemble | Industrie | Construction | Commerce et services divers | Secteur public |
| --------------------------- | -------- | --------- | ------------ | --------------------------- | -------------- |
| Nombre d'établissements     | 518      | 37        | 44           | 358                         | 79             |
| %                           | 100 %    | 7,1 %     | 8,5 %        | 69,1 %                      | 15,3 %         |
| Sources des données : INSEE |          |           |              |                             |                |

Répartition des créations d'entreprises par secteur d'activité en 2009
|                             | Ensemble | Industrie | Construction | Commerce et services divers | Secteur public |
| --------------------------- | -------- | --------- | ------------ | --------------------------- | -------------- |
| Nombre d'établissements     | 83       | 7         | 14           | 58                          | 4              |
| %                           | 100 %    | 8,4 %     | 16,9 %       | 69,9 %                      | 4,8 %          |
| Sources des données : INSEE |          |           |              |                             |                |

### Agriculture
En 2000, la commune compte 9 hectares de superficie agricole utilisée dont 5 ha pour les grandes cultures et 3 ha pour les agricultures en provenance d'autres animaux.

### Industries

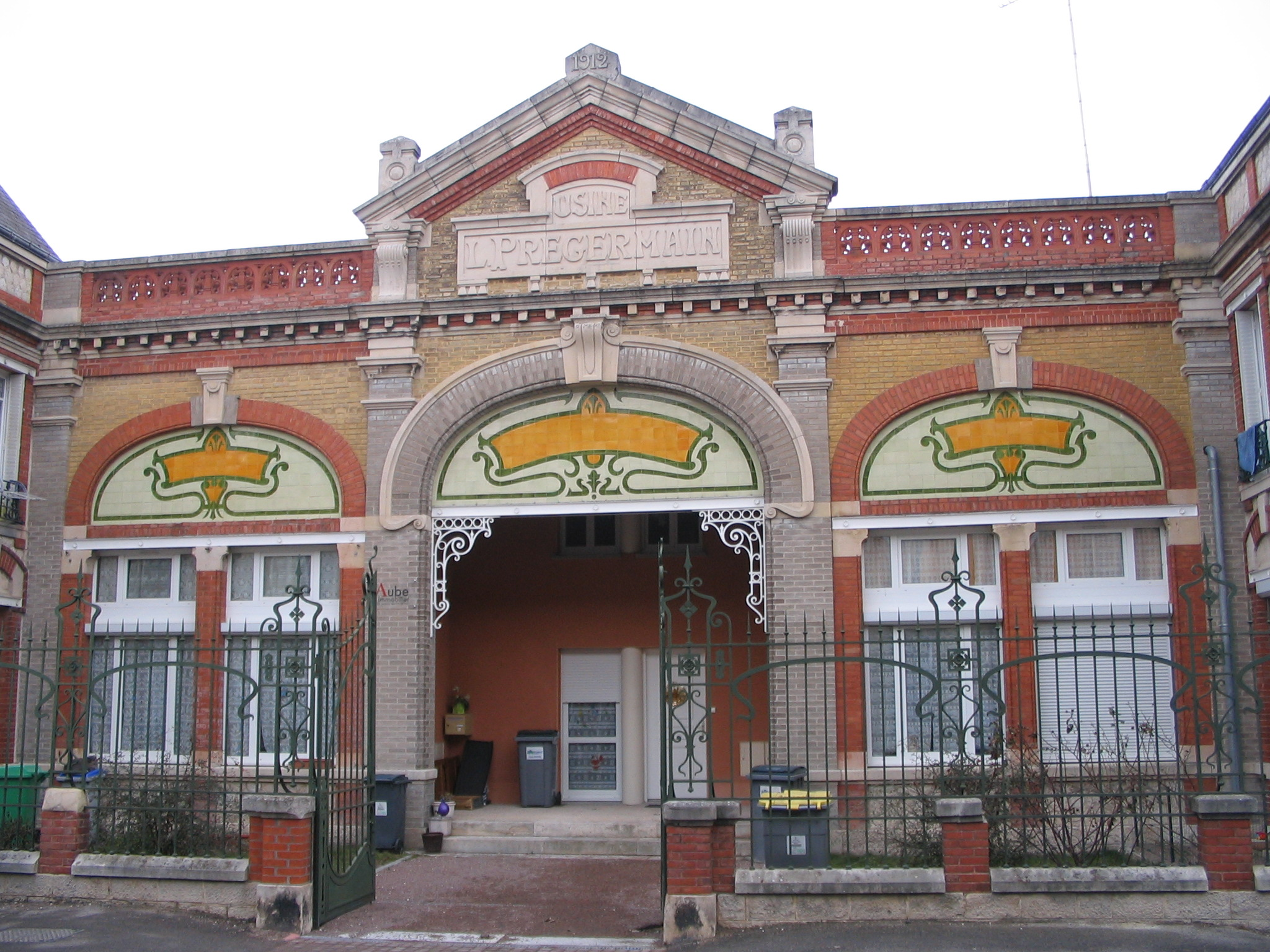
L'ancienne usine Prégermain.

L'activité économique de la commune a longtemps reposé sur une base essentiellement industrielle :
- le technicentre SNCF installé dès 1887 pour l’entretien et la réparation des fourgons et voitures à voyageurs notamment les Corail VU ;
- le groupe Jacquemard, détenteur de la marque Olympia, leader français du chaussant et toujours présent sur la commune. En 2010, le tribunal de commerce de Troyes accepte que la production soit transférée à Vagney ;
- les usines de bonneterie dont notamment les ateliers d'Émile Camuset qui sont le point de départ de la marque Le Coq sportif, la Sorotex qui fabriquait les sous-vêtements Jil mais qui a été reprise en Chine par le groupe Yangtzekiang ainsi que la Maroquinerie de Champagne[54] ;
- les usines de cycles : les vélos Peugeot y étaient fabriqués, puis « Cycles Peugeot » est devenu « Cycleurope International ». Cette dernière a été reprise par Peugeot en 2004 à la suite de la fin de contrat avec Cycleurope.

### Commerces

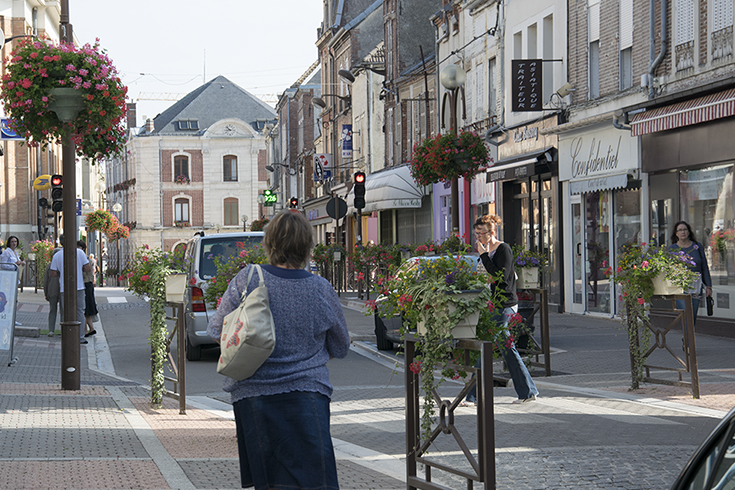
Au centre-ville, les boutiques des artisans animent la vie commerciale.

Romilly-sur-Seine bénéficie de la proximité avec la ville de Troyes, capitale européenne des magasins d'usine et de négoce en Europe grâce à ses boutiques de grandes marques de vêtements, chaussures, lingeries, maroquineries et arts de la table.
Le volet commercial est marqué par l’ouverture en 2005 du centre commercial de la Belle Idée qui accueille un centre E.Leclerc ainsi qu'une sélection de boutiques. L'année suivante une autre zone d'activité commerciale a vu le jour, celui-ci est composée d'un supermarché Carrefour Market et d'une sélection d'enseignes
de la grande distribution.
En 2016, le parc d'activité Aéromia, situé entre les deux zones commerciales (mentionnées ci-dessus), offre la possibilité à de nouvelles enseignes de s'implanter sur le territoire. Ainsi des entreprises du tertiaire, de l'industrie ou de l'artisanat s'implantent.

## Culture locale et patrimoine

### Culture
- Cinéma l'Eden
- Galerie Jean-Paul-Belmondo
- Conservatoire Gabriel-Willaume
- Médiathèque
- Espace culturel François-Mitterrand : salle des fêtes et salle de spectacles

### Loisirs
- le Parc de la Béchère : Circuits de randonnée, parcours de santé, arboretum, plan d'eau-pêche, jeux... (autrefois le parc du château)
- la ferme pédagogique : animaux de la ferme, balade en calèche, mini-golf
- les équipements sportifs : stade Bardin-Gousserey (terrains de foot, de basket, de tennis, piste d'athlétisme...), salle des Champs-Élysées (boxe, fitness, gymnastique...), stade Romain-Rolland (terrains de foot, de basket...), Complexe Sportif Évolutif Couvert (COSEC)
- le centre aquatique Les 3-Vagues : trois bassins, un espace O'Calme, une petite plage

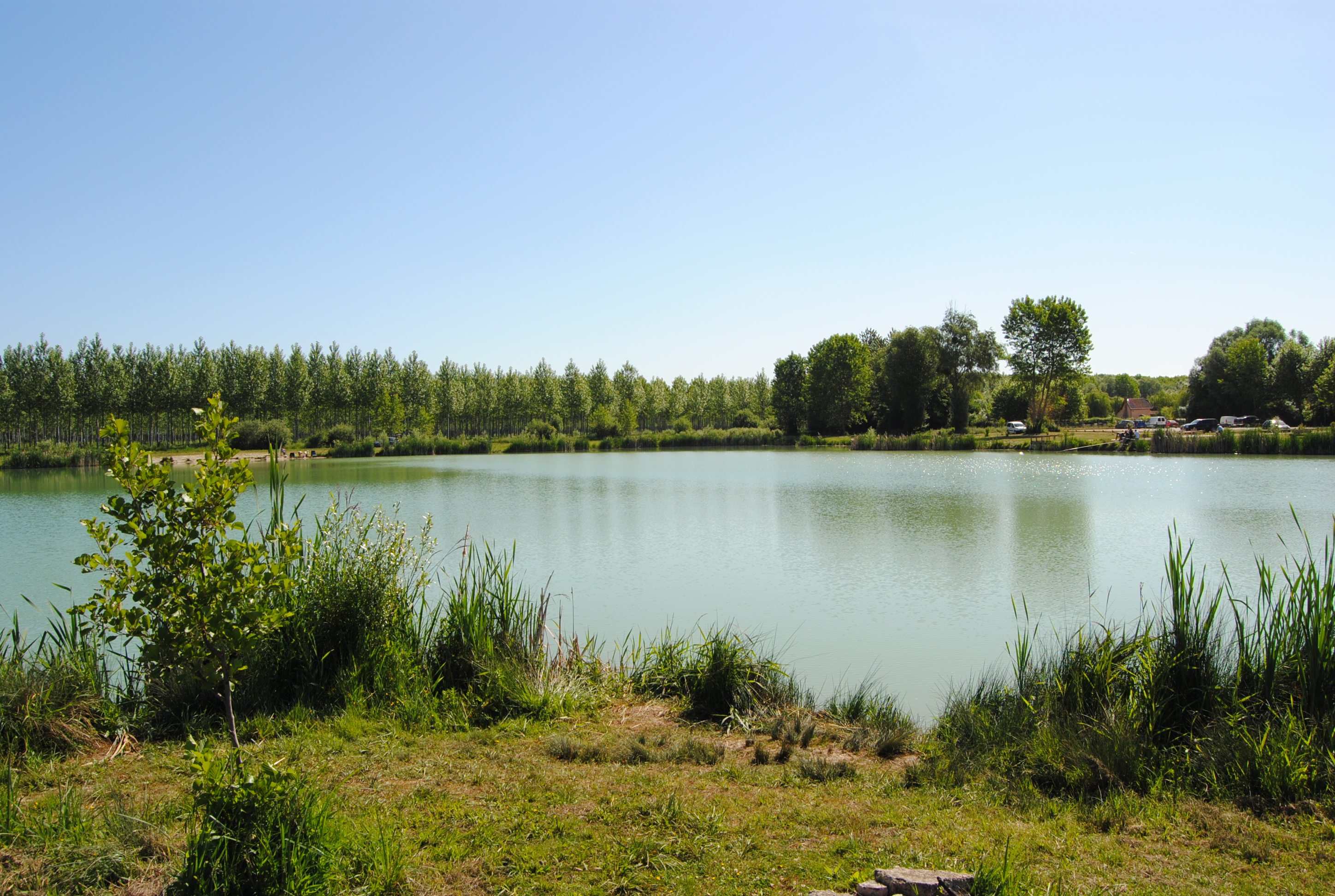
Le parc de la Béchère.
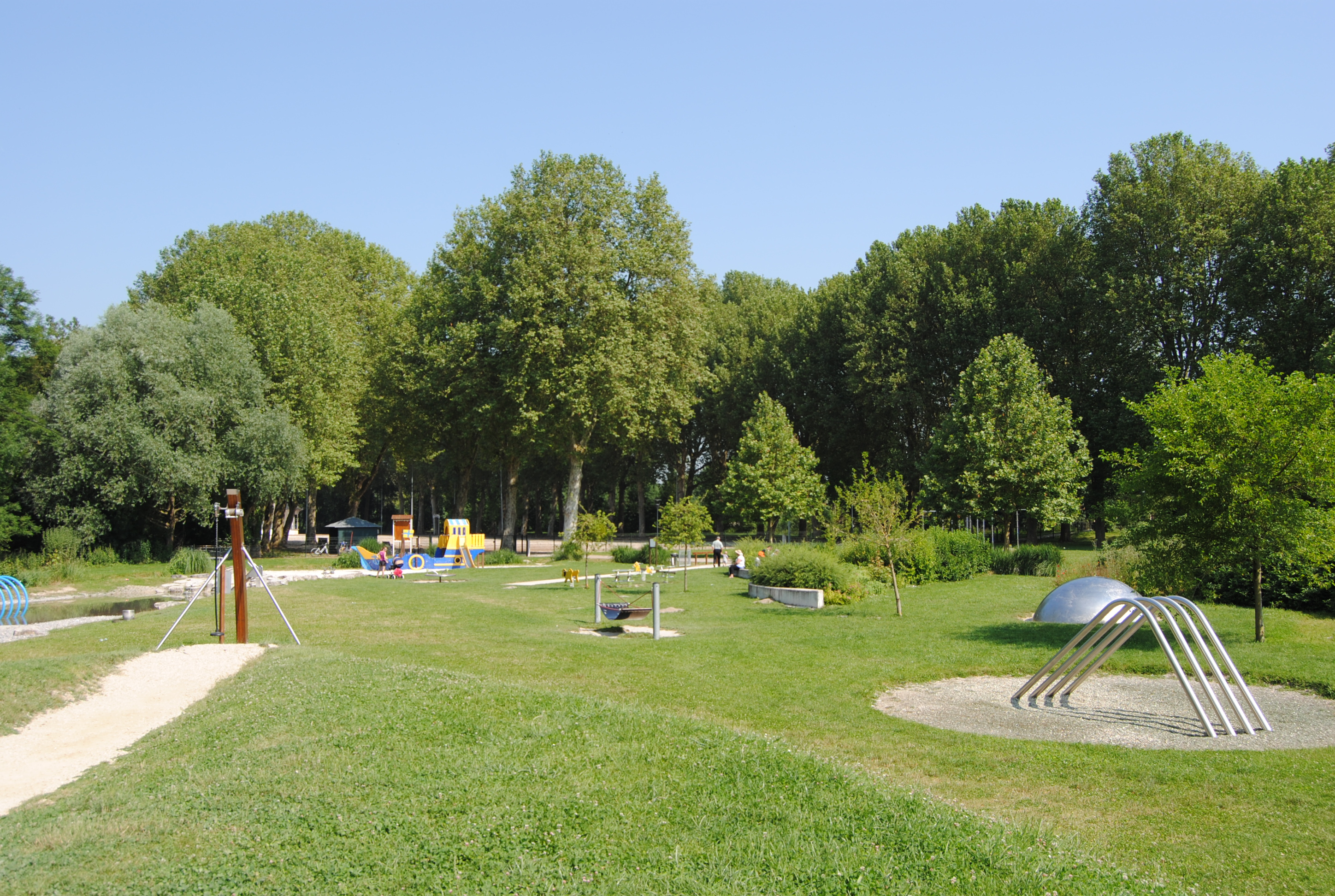
Les jeux du parc de la Béchère.
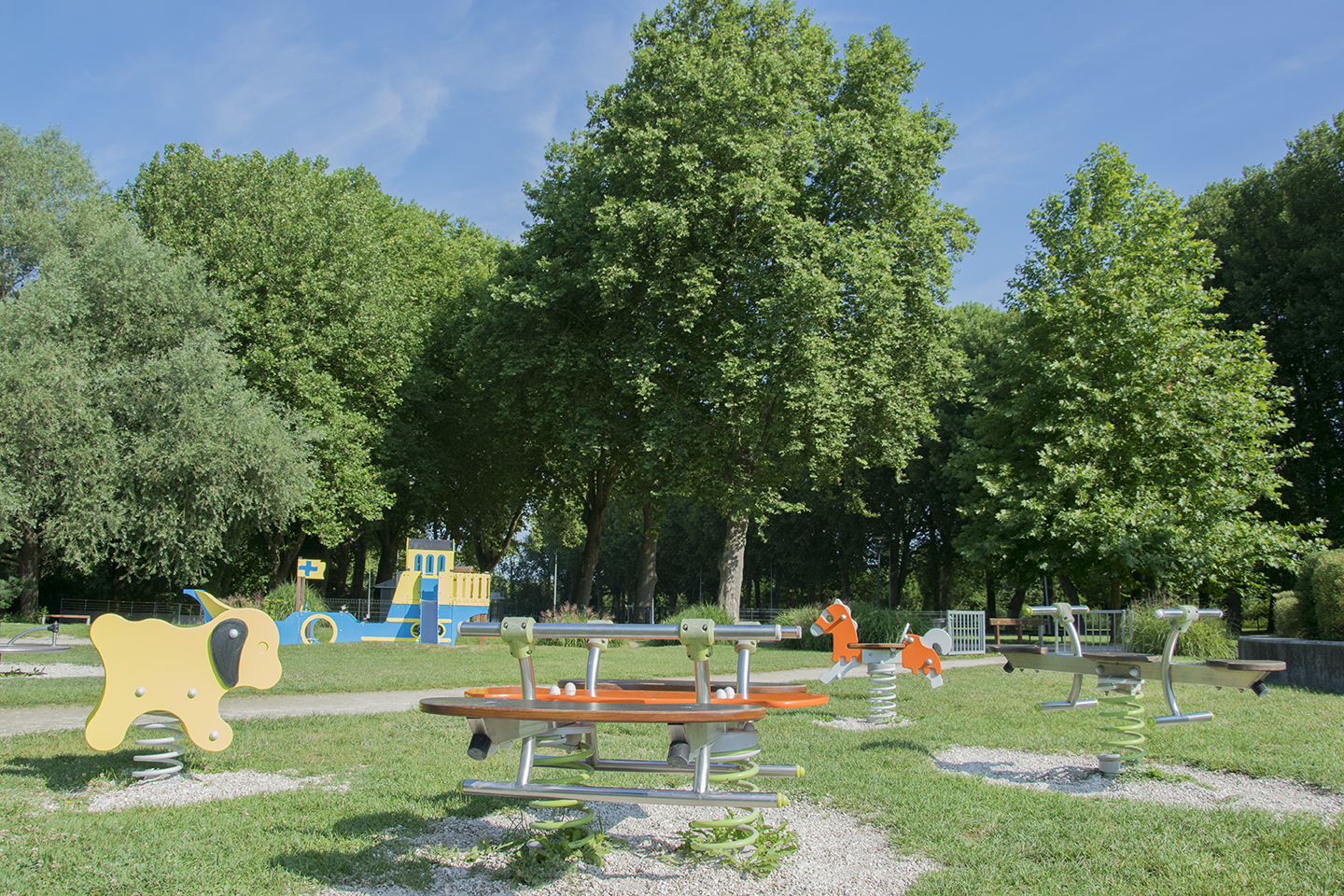
Les jeux du parc de la Béchère
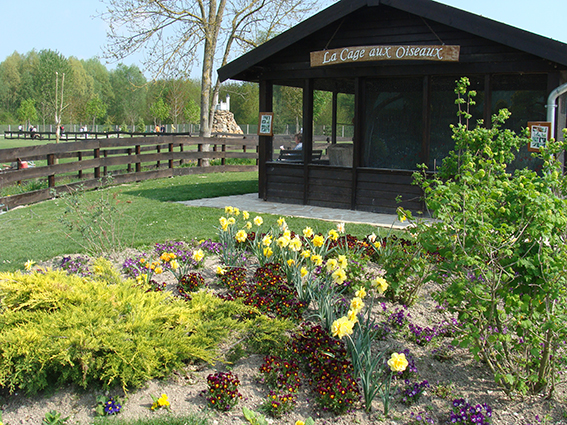
La ferme pédagogique abrite des oiseaux
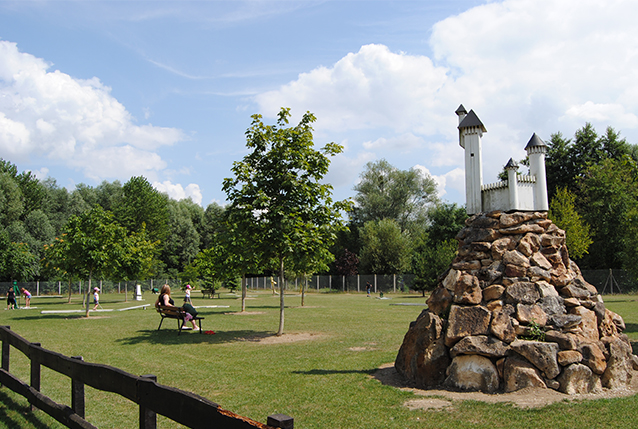
Le mini golf.

### Fêtes et calendrier
- le marché de Noël
- les brocantes et fêtes foraines
- les marchés hebdomadaires : tous les lundis, jeudis et samedis en centre-ville.

### Patrimoine

#### Le château

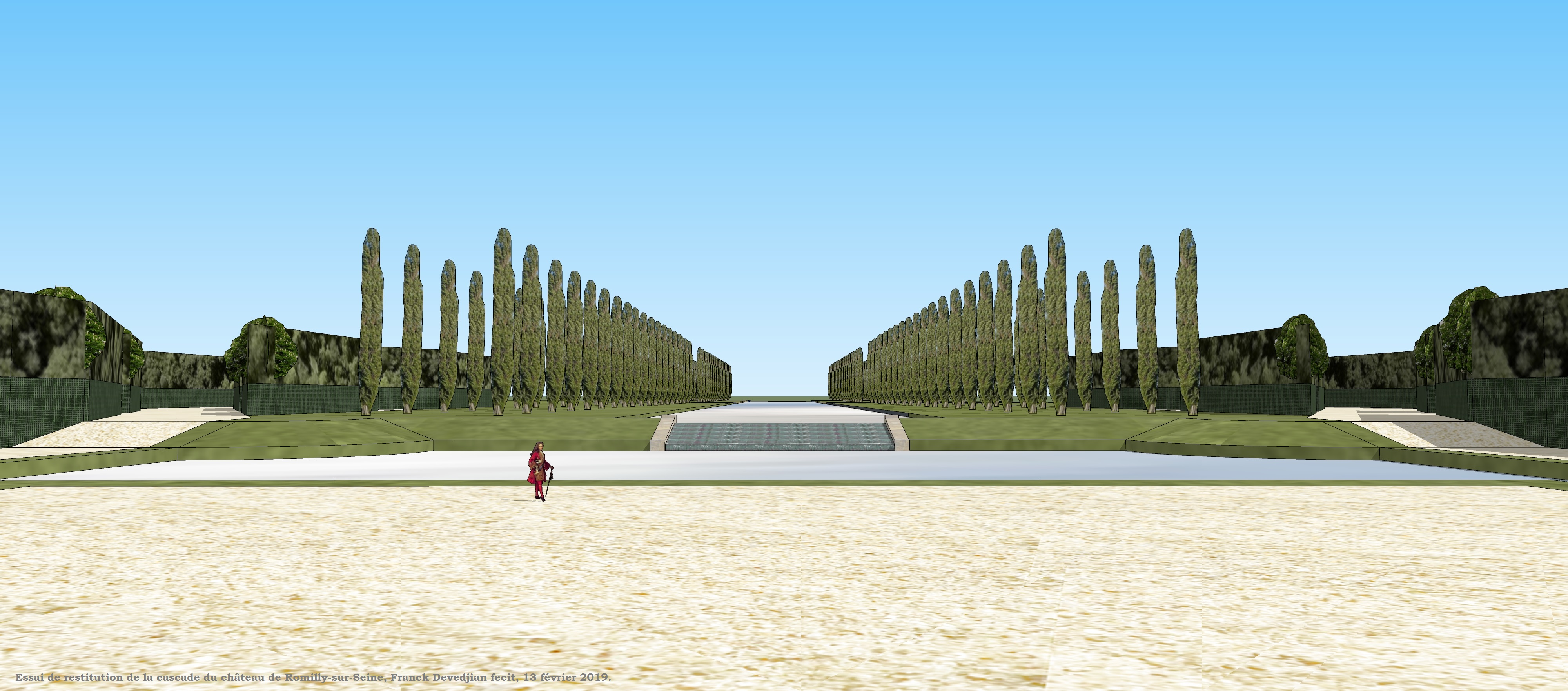
Restitution de la cascade du château de Romilly-sur-Seine, vue depuis le rez-de-chaussée du château.

Le dernier château de Romilly, qui occupait sensiblement l'emplacement des moulins de la SCARM (société coopérative agricole de Romilly et Méry-sur-Seine) fut construit en 1719 sur les ruines de deux anciens châteaux féodaux le château Nicey et le château st-Jacques. Après la mort en 1851 de son dernier propriétaire, le banquier parisien Olry Worms de Romilly, le domaine fut partagé par ses héritiers et le château livré aux démolisseurs au début de l'année 1854. Il avait sa chapelle Saint-Jean-Baptiste. Témoin de ce passé, il reste aujourd'hui le rocher et le parc de la Béchère.

#### L’égliseSaint-Martin

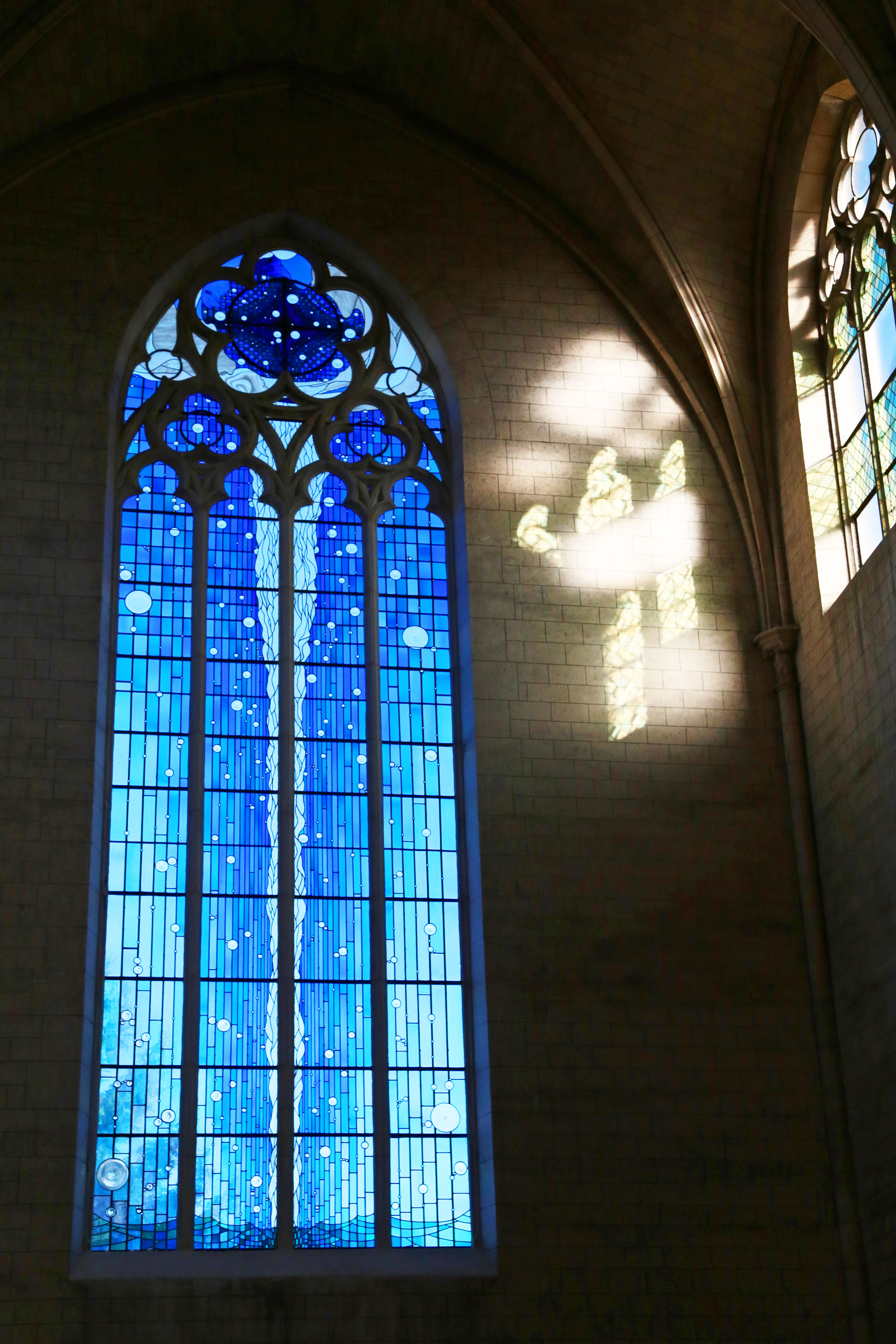
Le baptême du Christ

Construite à  partir de 1903, elle n'a été achevée qu'en 1971 avec l’installation d'un clocher en bois puis en béton. Elle remplace l'ancienne église du XVIe siècle, détruite en 1905 en raison de son délabrement, mais dont les vitraux, les cloches et l'orgue ont pu être restaurés. La partie instrumentale de ce dernier, œuvre de Paul Férat (1883), est classée en tant qu'objet, depuis 1982, à l'inventaire des monuments historiques. Cette église était d'une paroisse du doyenné de Marigny à la collation de l'évêque qui fut élevée en cure de deuxième classe le 3 septembre 1802.
Deux fresques de Dom Angelico Surchamp ont été réalisées dans le narthex de cette église en 2012 et 2013 par l'association les Passeurs de Fresque de Troyes.

L'Association des vitraux pour Romilly œuvre à la création de vitraux dans cette église. Il s'agit d'un programme, ayant comme thème Lumière et Eau, principes de vie, 202 m2 de nouveaux vitraux ont été réalisés de 2010 à 2017. C'est Joël Mône et l'atelier Vitrail Saint-Georges de Lyon, qui sont chargés de cette création.

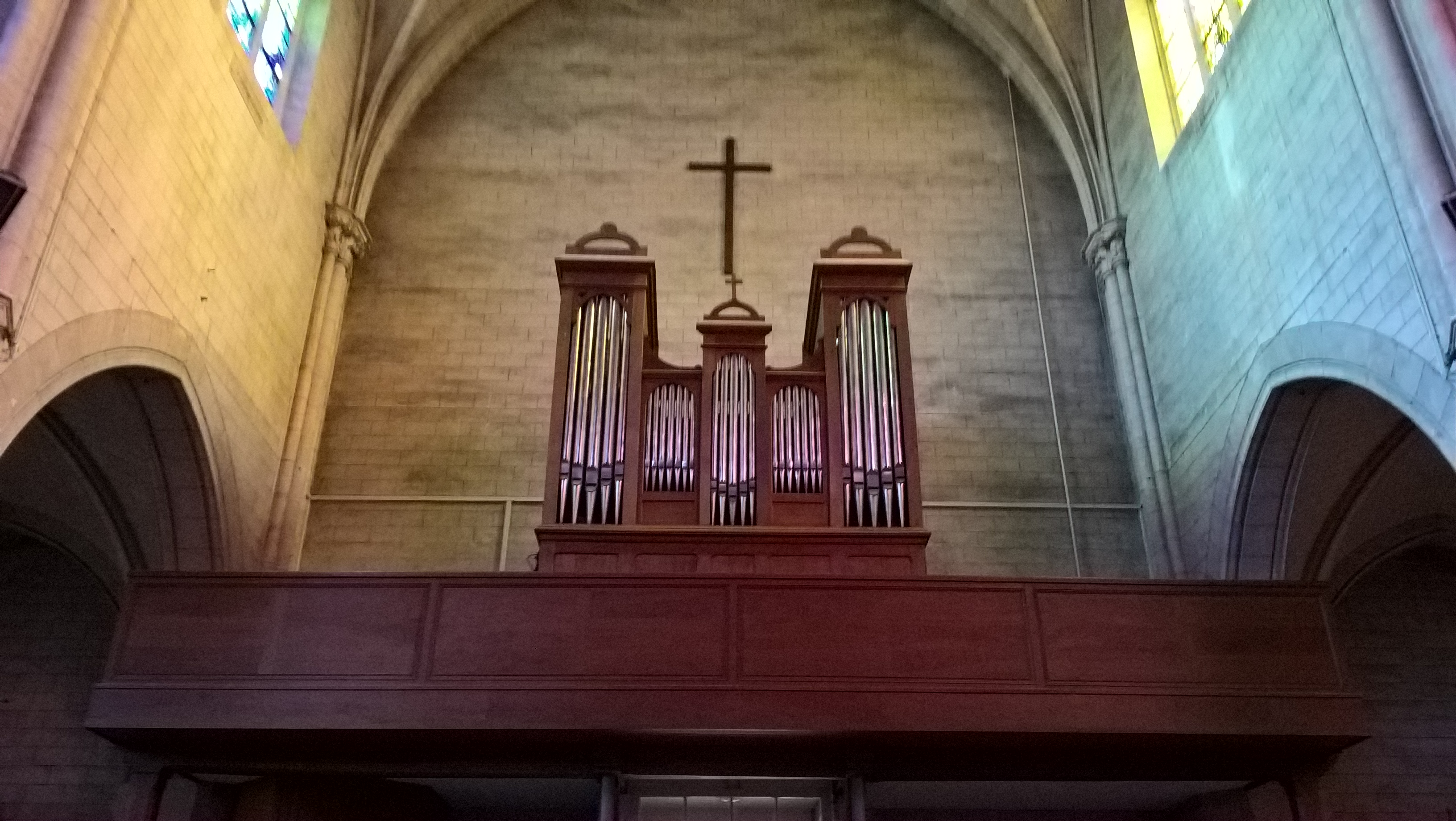
Orgue.
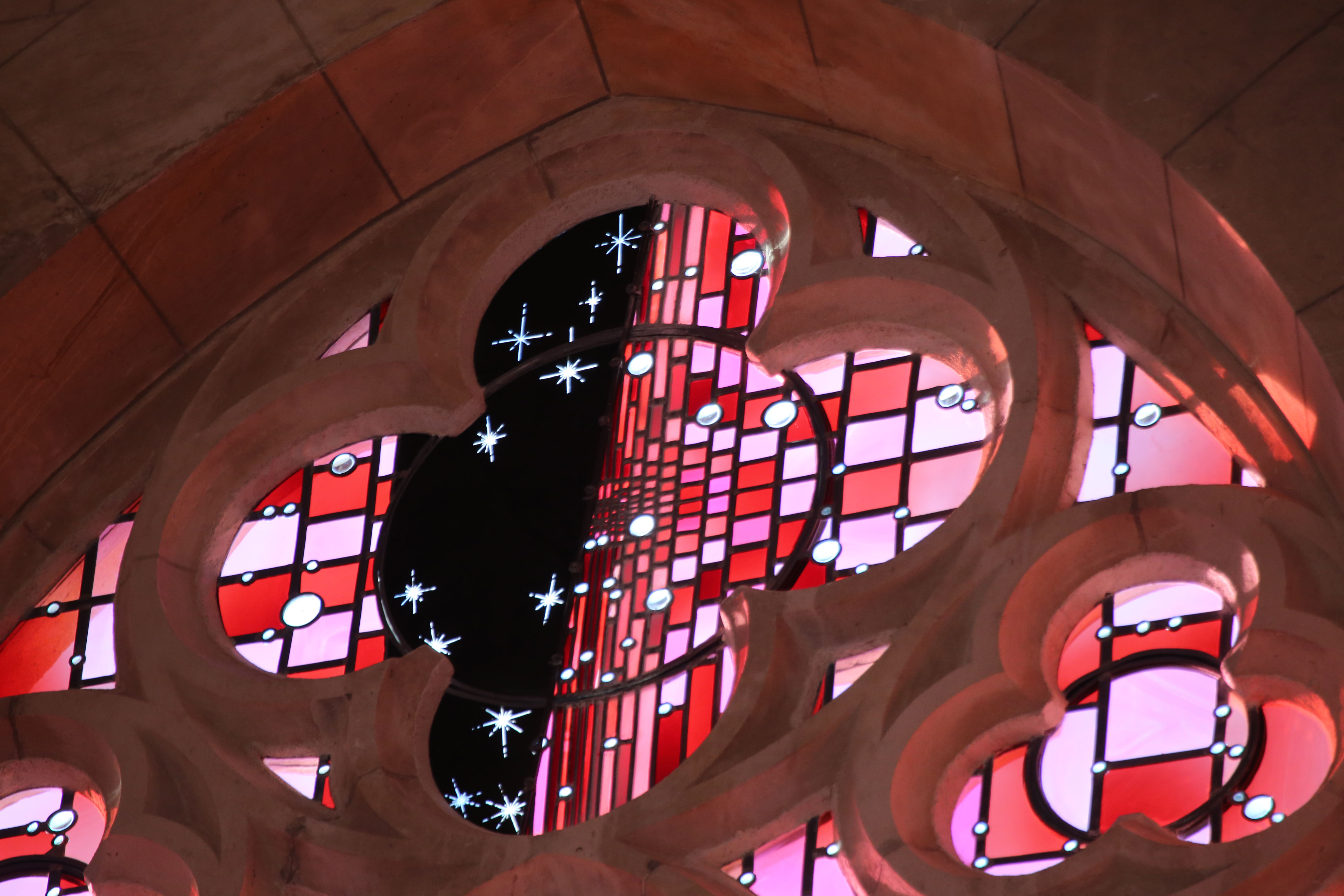
Détail d'un vitrail.

- Église Notre-Dame-de-Lorette de Romilly-sur-Seine.
- Temple de Romilly-sur-Seine.

#### La bonneterie
L'industrie a marqué la ville de Romilly-sur-Seine avec la bonneterie. Aujourd'hui, les maisons bourgeoises des patrons de bonnetiers ont été conservées en l'état et ornent le centre-ville. Le style Art Nouveau définit  l'architecture de ces habitations. Les façades des anciennes usines (Jacquemard, les ateliers d'Émile Camuset...), proche de ces résidences, témoignent de ce passé. En bref, pour ne manquer aucun détail et pour comprendre cette histoire, mieux vaut prendre le temps de visiter la ville.
Un musée intitulé « L'espace vivant de la bonneterie » présente les machines (encore en fonctionnement) de fabrication de bonneterie, les étapes de confections et la célèbre chaussette cachou.

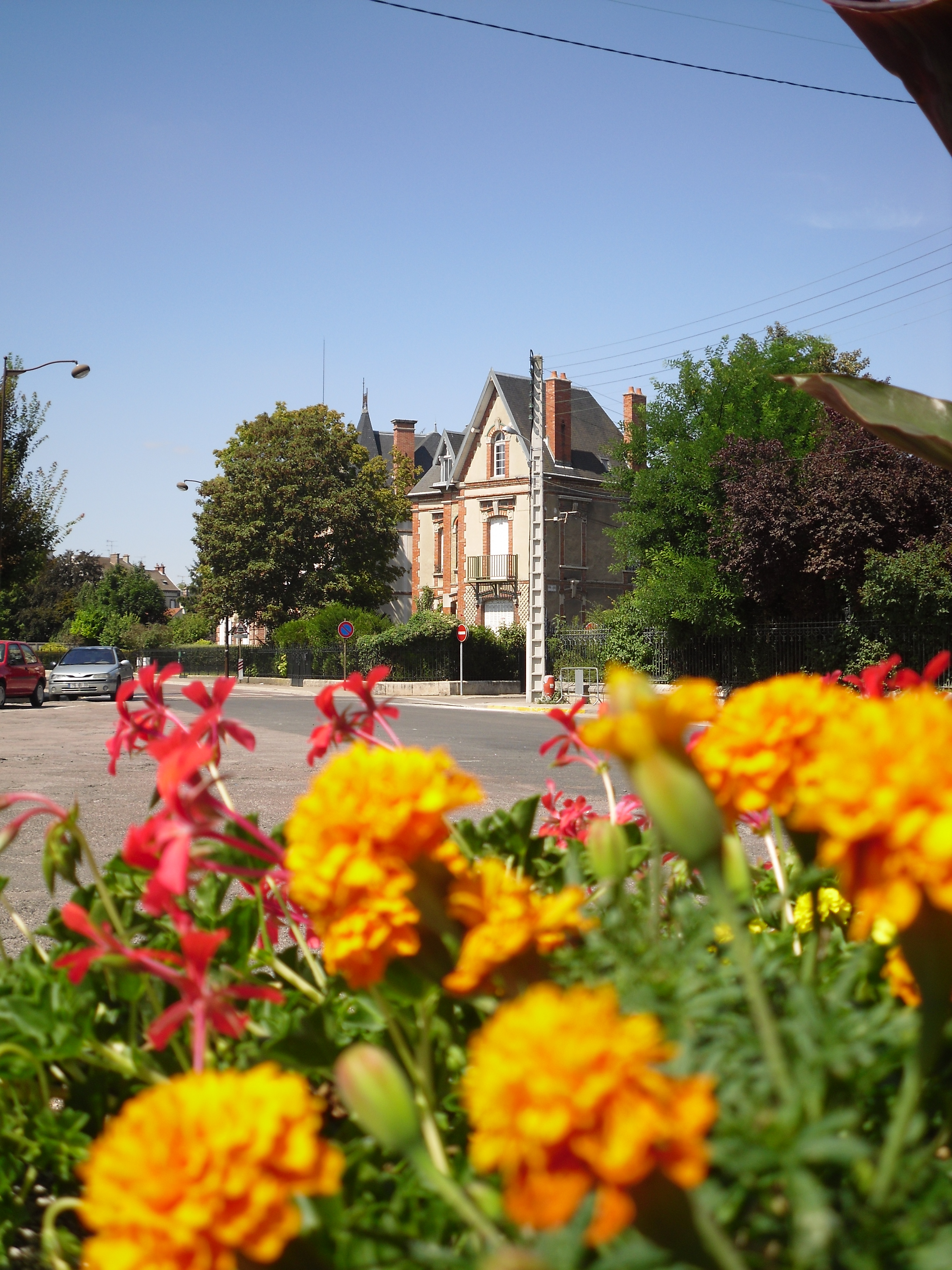
Les maisons bourgeoises.
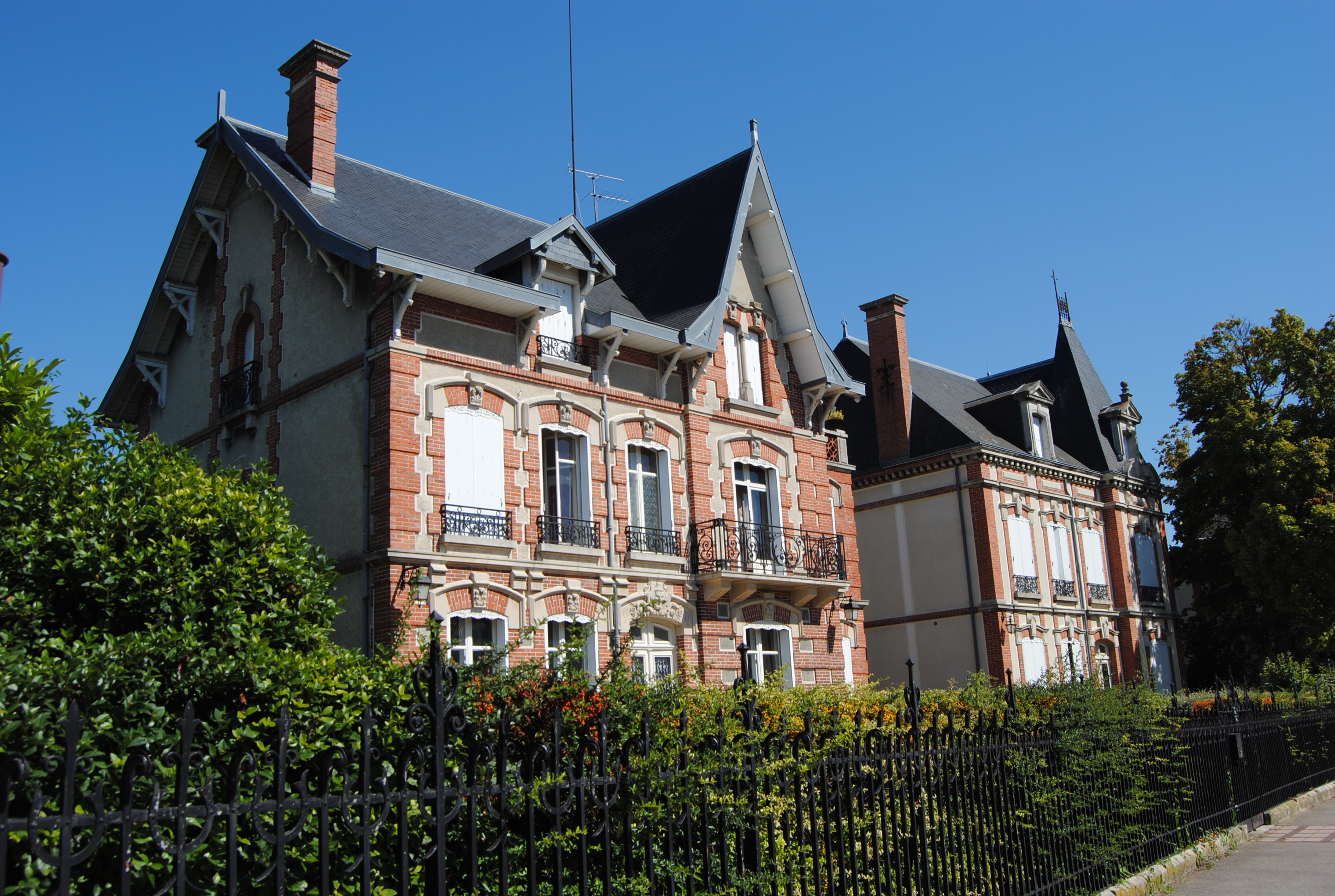
Les maisons bourgeoises.

#### Rue Jean-Jaurès
Cette rue renferme le char Romilly. Il est le premier char de la 2e division blindée du Général Leclerc à rentrer dans Paris lors de sa libération en août 1944 et trône actuellement à l'entrée de la ville, une plaque commémorative rappelant cet évènement. Situé dans la même rue, le monument aux morts inauguré en 1927 rend hommage aux grands champs de bataille de la Marne.

#### Bande dessinée
La richesse patrimoniale de la ville est le sujet de la bande-dessinée, Romilly-sur-Seine, au fil de son histoire, signée ClaireD aux Éditions du Signe. Véritable passeur de mémoire, un grand-père, après avoir expliqué l'origine du nom de la cité à son petit-fils, éclaire son histoire sous un autre jour en lui proposant une passionnante visite guidée de la bonneterie, des ateliers des chemins de fer, du site de Cycleurope, de la base aérienne...

### Personnalités liées à la commune
- Olry Worms de Romilly (1759-1851), banquier français, il acquiert le château de Romilly et change son nom d’Olry Hayem Worms en Olry Worms de Romilly.
- Louis Partouneaux (1770-1835), général français, né à Romilly-sur-Seine.
- Arthur Rozier (1870-1924), homme politique né à Romilly-sur-Seine, député en 1906 et 1910 puis à nouveau élu député en 1919.
- Robert Liottel (1885-1968), escrimeur, champion olympique par équipe en 1924, né à Romilly-sur-Seine.
- Émile Brachard (1887-1944), journaliste et député du Front populaire, né à Romilly-sur-Seine.
- Delphine Aigle (1899-1967), résistante française ayant caché et hébergé plusieurs Romillons recherchés par l'ennemi. Un square de la commune est baptisé à sa mémoire.
- Lucie Primot (1918-1939), résistante française, née à Romilly-sur-Seine.
- Melito, Maurice Miot dit (1920-1994), artiste peintre, né à Romilly-sur-Seine.
- Ricet Barrier (1932-2011), chanteur et fantaisiste, né à Romilly-sur-Seine.
- Pierre Foglia (1940-2025), journaliste d'opinion québécois, a passé son enfance au 13, rue Paul-Bert[62].
- Gérard Klein (1942), animateur radio et acteur, né à Romilly-sur-Seine.
- Pépito Matéo (1948), conteur et comédien, né à Romilly-sur-Seine.
- Valérie Bazin-Malgras (1969), députée de l'Aube, née à Romilly-sur-Seine.
- Olivier Masmonteil (1973), artiste-peintre né à Romilly-sur-Seine.
- Noan Lelarge (1975), coureur cycliste professionnel, né à Romilly-sur-Seine.

### Héraldique, logotype et devise
| Blason de Romilly | Les armoiries de Romilly sont : De gueules aux deux lions affrontés d'or, mouvant des flancs, tenant une roue dentée d'argent remplie d'un écartelé de sinople et de gueules, le tout posé sur une fasce ondée d'argent, accompagnée en pointe d'une bobine d'or garnie de fil se dévidant d'argent, au chef d'azur chargé de trois abeilles d'or. |